# Тукварсен Кут-шор
Тукварсен Кут-шор  (тронное имя кит. упр. 吐火仙骨啜可汗, пиньинь tuhuoxianguchoukenan, палл. Тузосяньгучокэхань)— каган Тюргешского каганата с 738 года по 739 год.

## Правление
Когда Бага-тархан убил Сулука Тукварсен укрепился в Суябе и вместе с кара-тюргешами напал на Бага-тархана. Танский посол Гай Гяюнь отправился мирить их. Бага-тархан склонил на свою сторону китайцев и князей Сиюя. Каган был разбит и пойман вместе с братом Шеху Тунь Або, когда пытался бежать. Кашгарский князь Фумын Линча разграбил земли тюргешей и завоевал Суяб, пленил ханш. Вскоре сиюйские князья заявили, что не желают быть подданными кочевников и покоряются Тан.
Тукварсен Кут-шора отвезли в Чанъань, где он отрёкся от престола, получив взамен военный чин и княжеский титул. Император назначил Ашина Синя каганом тюргешей. Но Бага-тархан подговорил тюргешей восстать и объявил, что Тан обязаны ему свержением Сулука. Император признал Бага-тархана каганом.